# Quimabàquids
Els quimabàquids (Chimabachidae) són una família de lepidòpters glossats de la superfamília dels gelequioïdeus (Gelechioidea). Es distribueix a l'ecozona Paleàrtica, des d'Europa fins al Japó, per bé que Dasystoma salicella (defoliador de nabius) ha estat introduït a Nord-America.

## Característiques
Tenen les ales àmplies i arrodonides i els ocels estan molt lluny dels ulls si estan presents. Les part superior dels segments abdominals no tenen espines sèptiques, que és el cas de la majoria de les famílies relacionades.

## Història natural
Les larves s'alimenten de les espècies de betulàcies, rosàcies i ericàcies. Mengen les fulles en desenvolupament, les flors i les fruites. També retallen i lliguen les fulles per fer refugis.

## Taxonomia
La posició taxonòmica dels quimabàquids ha variat les darreres dècades. Han estat considerats com a subfamília, tan de la família Lypusidae com de la família Oecophoridae. Alguns autors la van col·locar, com a subfamília Cryptolechiinae, en la família Depressariidae.
- Diurnea Haworth, 1811
- Dasystoma Curtis, 1833

## Galeria

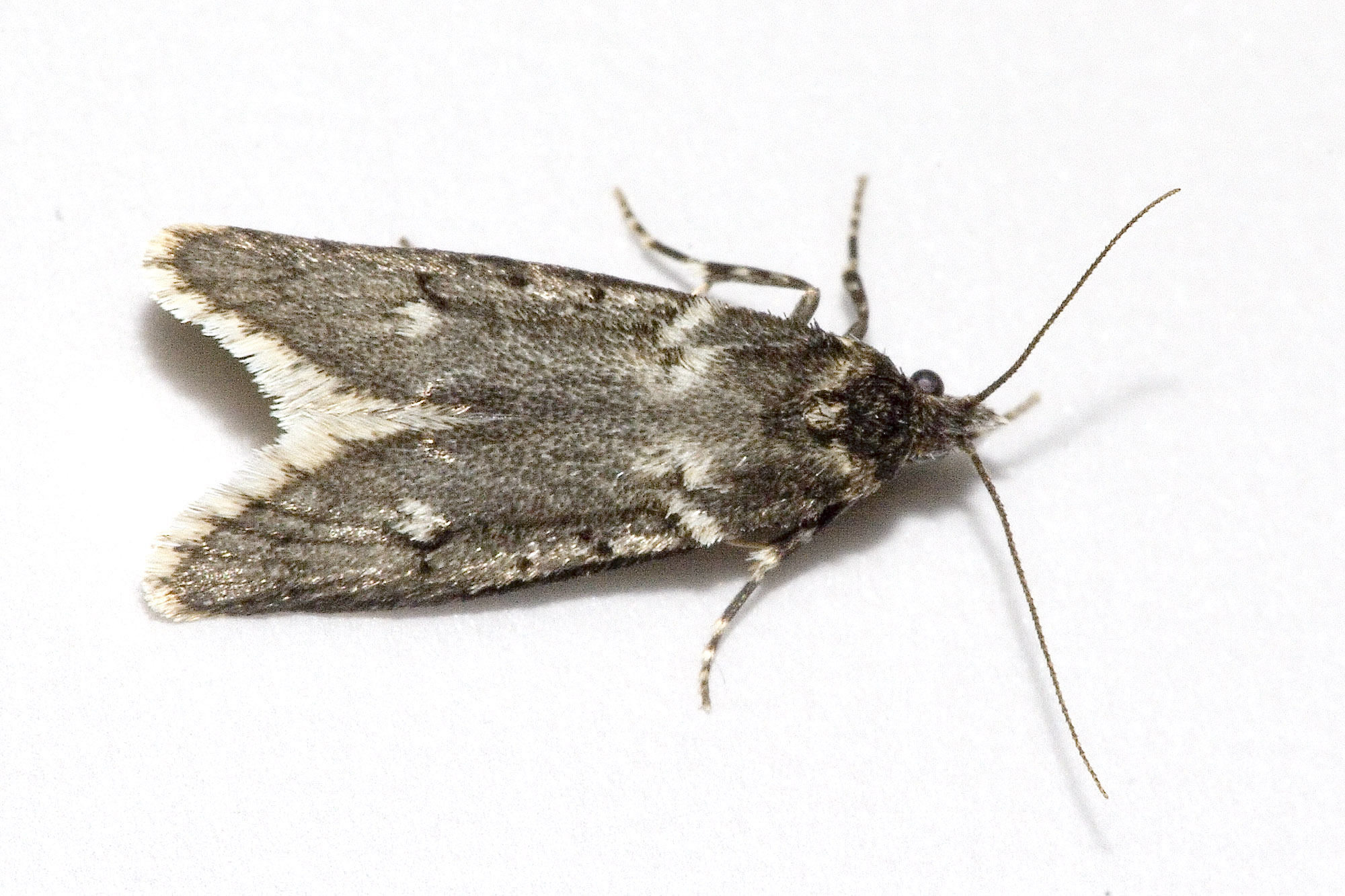
Diurnea fagella
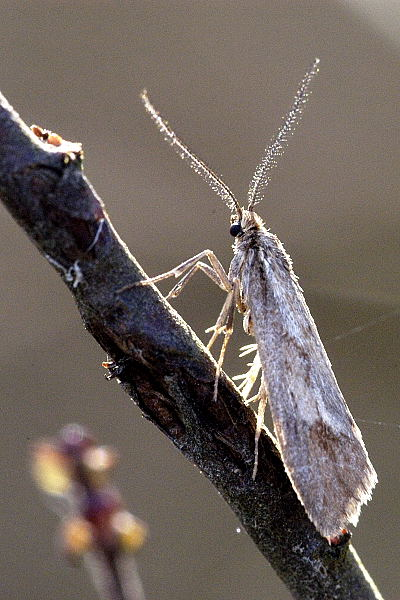
Diurnea lipsiella
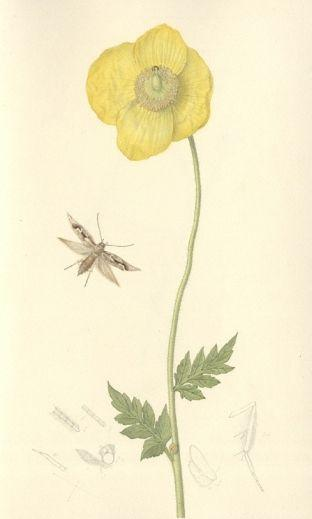
Diurnea novembris